# 石川恒夫
石川 恒夫（いしかわ つねお、1919年2月16日 - 2011年2月27日）は、愛知県西加茂郡三好村（後の同郡三好町、現在のみよし市）出身の実業家・歌人。中京テレビ放送社長・会長。2011年（平成23年）に「石川家住宅」はみよし市指定有形文化財（建造物）に指定された。

## 経歴

### 石川家

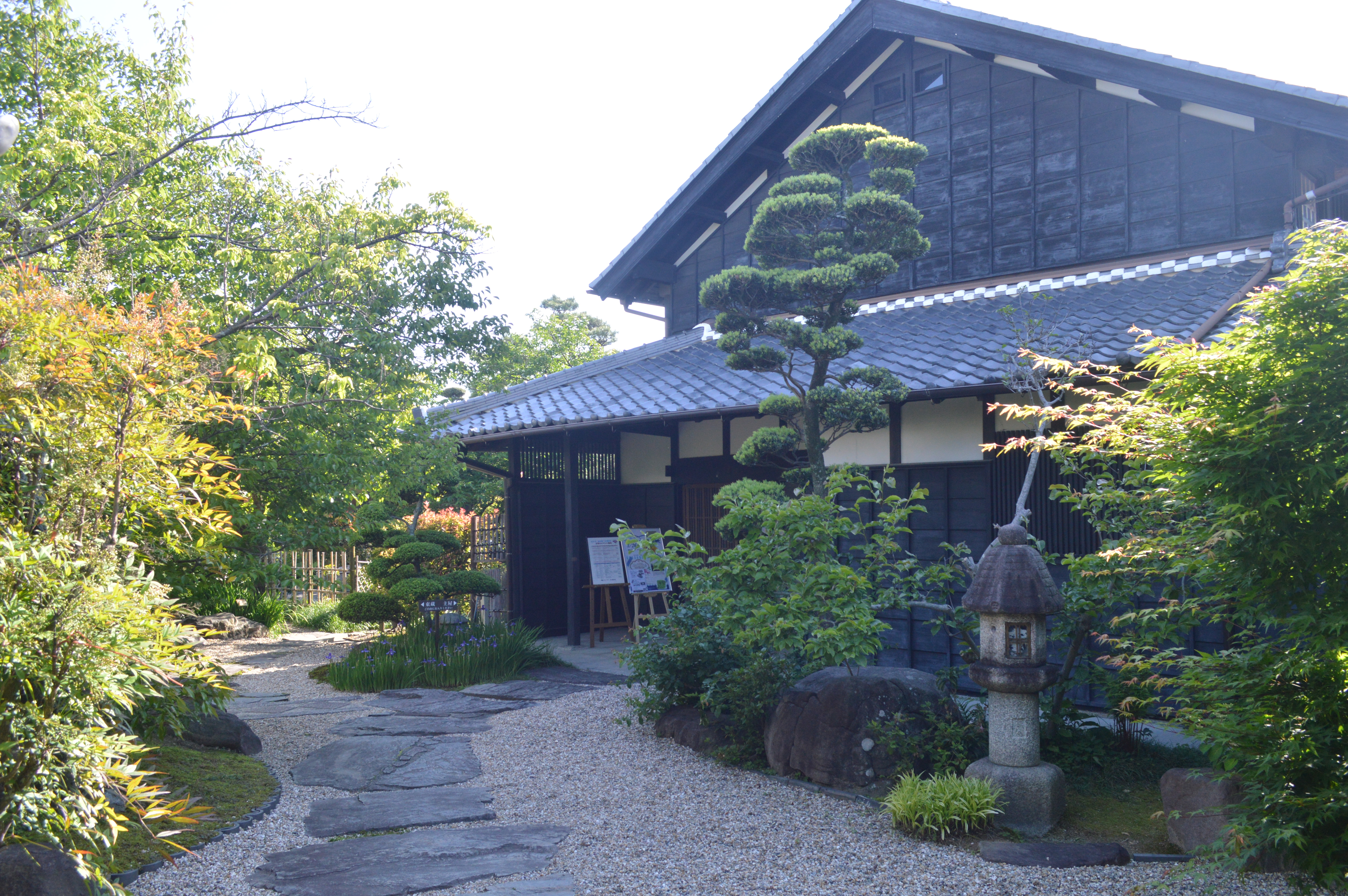
石川家住宅

石川家は愛知県西加茂郡三好村（現在のみよし市の前身）の有力農民である。祖父の石川愛治郎は三好村戸長・三好村村長・西加茂郡会議員・三好村会議員などを務めた。父の石川正雄は主屋・長屋門・西蔵・東蔵などからなる現在の石川家住宅を建設した。1919年（大正8年）2月16日、正雄の長男として三好村に恒夫が生まれた。

### 青年期
1940年（昭和15年）に慶應義塾大学経済学部に入学したが、同年に不慮の事故で右足を切断している。同年夏から秋にかけて闘病生活を送り、その中で短歌に出会って折口信夫に師事した。恒夫は右足を切断した後も、スキー・野球・ゴルフなどのスポーツに親しんでいる。1948年（昭和23年）には短歌結社「金雀枝」（えにしだ）に入会。1976年（昭和51年）には金雀枝賞を受章しており、のちには顧問を務めている。
1943年（昭和18年）に慶應義塾大学経済学部を卒業し、1944年（昭和19年）に東海銀行に入行した。1950年（昭和25年）には東海銀行従業員組合中央執行委員長の座に就き、3度選任されて1955年（昭和30年）まで中央執行委員長を務めた。1950年には東海銀行の文化祭で木下順二の「夕鶴」を演出している。

### 役職時代

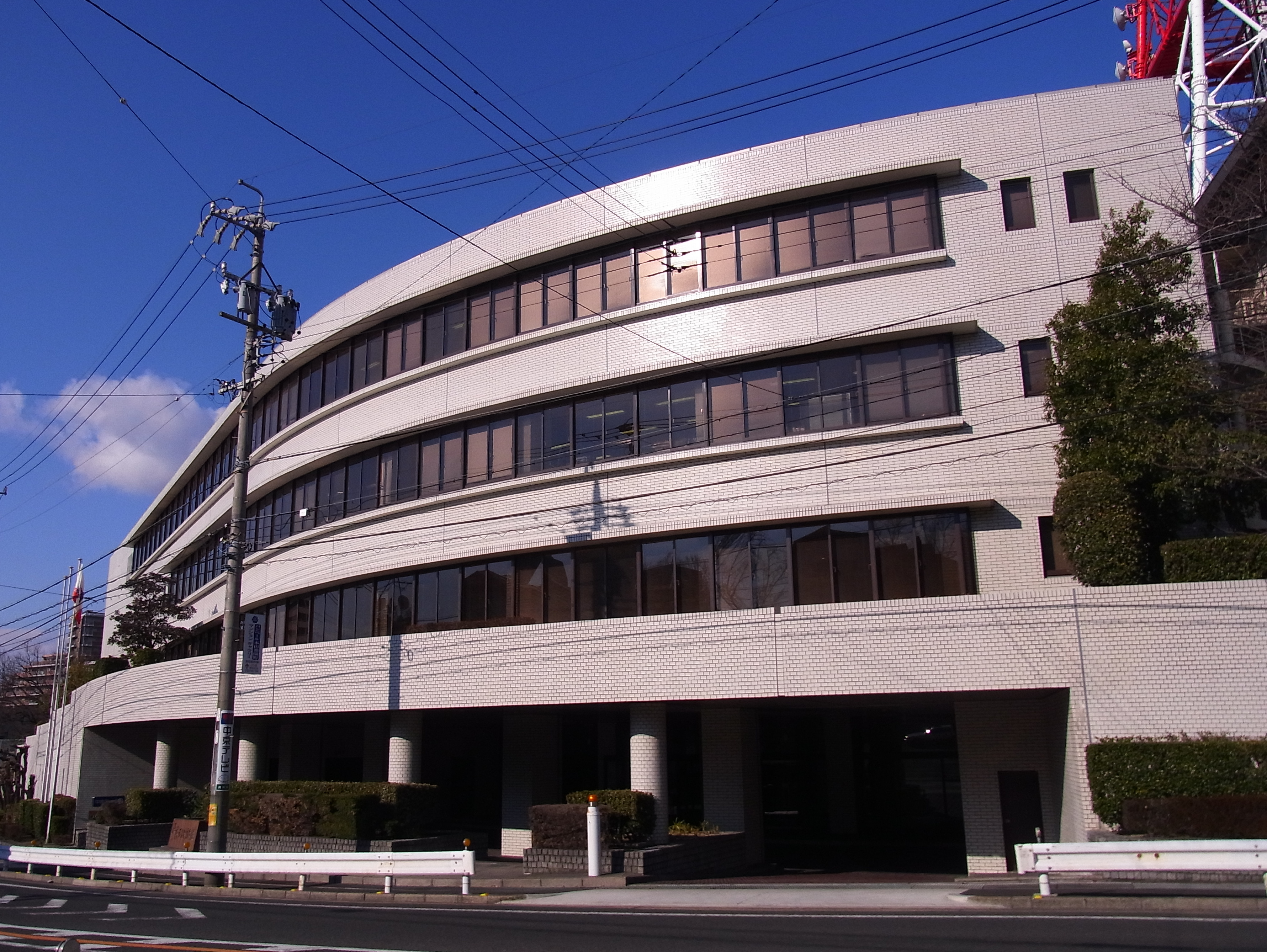
中京テレビ放送

東海銀行では本店営業部為替課長、東京業務部長などを経て、45歳だった1963年（昭和38年）に取締役に就任した。1966年（昭和41年）6月に東海銀行の取締役を退任し、千代田火災海上保険の副社長に就任した。1975年（昭和50年）5月には東海銀行の監査役に就任した。1979年（昭和54年）には中京テレビ放送の副社長に就任。これと前後する1978年（昭和53年）には、住まいを東京から故郷に移すのに合わせて、石川家住宅を大改修している。1981年（昭和56年）6月には中京テレビ放送の社長に就任し、1992年（平成4年）6月には中京テレビ放送の会長に就任した。1998年（平成10年）には中京テレビ放送の取締役相談役に就任し、2002年（平成14年）6月25日に取締役相談役を退任した。
恒夫は読書家としても知られ、その蔵書を生前にみよし市に寄贈している。2011年（平成23年）2月27日、心不全のために死去した。

### 死後

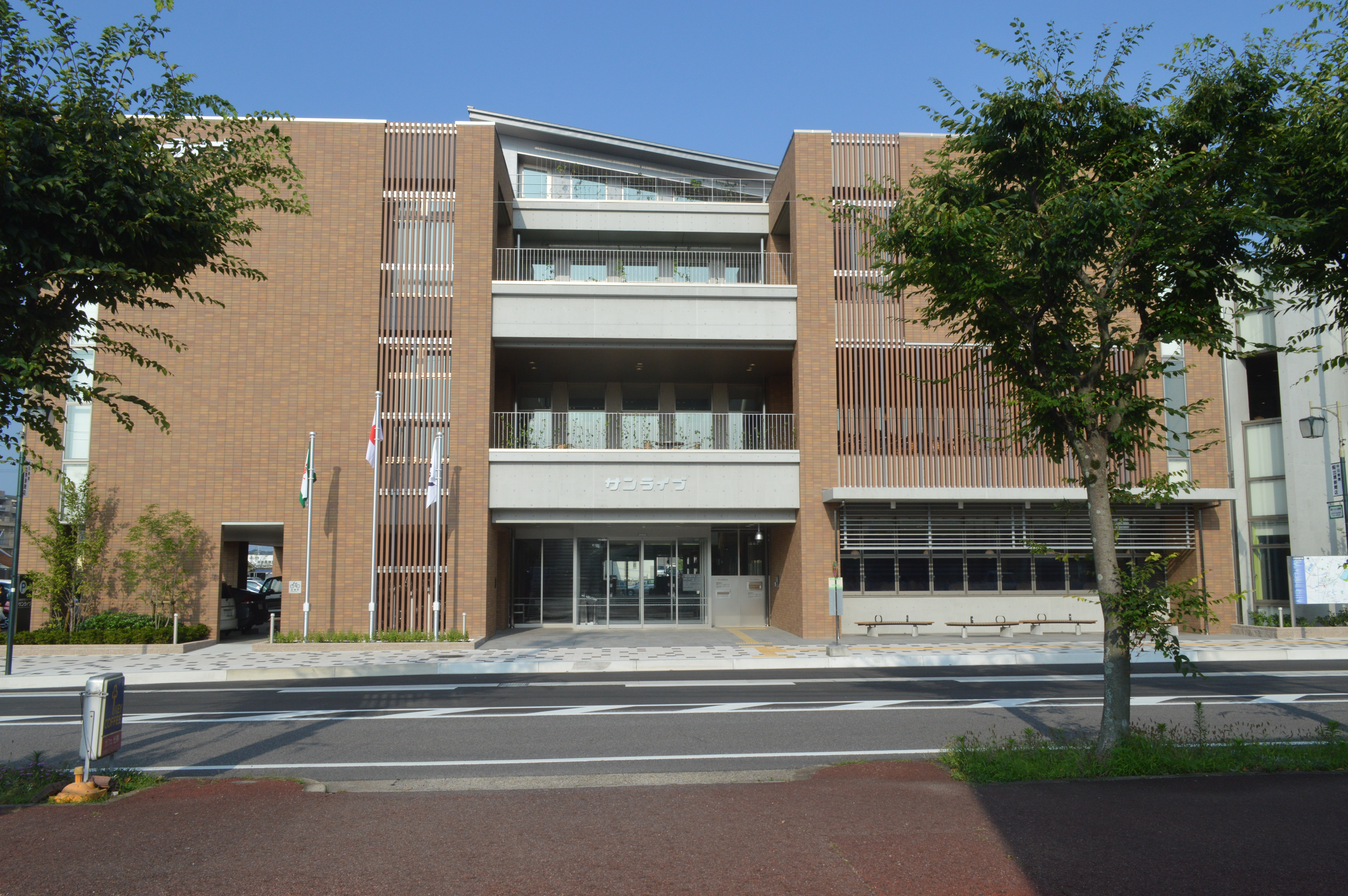
石川文庫があるみよし市立中央図書館

死後の2011年（平成23年）8月には「石川家住宅」がみよし市指定有形文化財（建造物）となっている。同年11月には恒夫の遺族が、建造物群・土地・調度品や美術品などを一括してみよし市に寄贈している。みよし市は恒夫の蔵書を石川家住宅の東蔵に収蔵していたが、2016年（平成28年）のみよし市立中央図書館の移転に合わせて図書館内に石川文庫を設置した。この石川文庫は別置されているわけではなく、一般の書籍と一緒に陳列されており、一般の書籍が青色のラベル、石川文庫が赤色のラベルで区別されている。

## 職歴
- 1963年-1966年 東海銀行取締役
- 1966年-????年 千代田火災海上保険副社長
- 1975年-1979年 東海銀行監査役
- 1979年-1981年 中京テレビ放送副社長
- 1981年-1992年 中京テレビ放送社長
- 1992年-1998年 中京テレビ放送会長
- 1998年-2002年 中京テレビ放送取締役相談役